# 안주용
안주용(安柱龍, 1966년 7월 24일 ~ )은 대한민국의 제9대 전라남도의원이었다.

## 학력
- 고려대학교 식량자원학과 졸업

## 경력
- 전남도당 무상급식추진위원장
- 나주농민회 사무국장
- 전국농민회총연맹 광주광역시·전라남도 정책위원장
- F1중단 도민대책위원회 상황실장
- 광우병쇠고기 수입중단 나주시 운동본부 집행위원장
- 나주시 무상급식 실현 위한 추진위원장
- 영산포여자중학교 운영위원장
- 2012.01 ~ 2014.06 제9대 전라남도의회 의원
- 2012.01 ~ 2012.07 제9대 전라남도의회 전반기 경제관광문화위원회 위원
- 2012.01 ~ 2012.07 제9대 전라남도의회 전반기 건설소방위원회 위원
- 2012.07 ~ 2014.06 제9대 전라남도의회 후반기 기획사회위원회 위원
- 2012.07 ~ 2014.06 제9대 전라남도의회 후반기 예산결산특별위원회 위원
- 2018.06 ~ 2019.06 민중당 공동대표
- 2020.06 ~ 진보당 공동대표

## 역대 선거 결과
|  | 16.65% |

|  | 24.26% |

|  | 19.54% |

|  | 19.75% |